# Romanus Weichlein
Romanus Weichlein (Linz, Austria, 11 de noviembre de 1652 como Andreas Franz Weichlein - Maria Haid, hoy Kleinfrauenhaid, 8 de septiembre de 1706) fue un compositor y violinista austriaco del período barroco .

## Biografía
Romanus Weichlein era hijo de una familia de músicos de Linz, y probablemente recibió sus primeras lecciones de música de su padre, Anton Seydler y Benjamin Ludwig Ramhaufski. Weichlein ingresó como novicio en la abadía de Lambach en 1671 y tomó el nombre de pila de Romanus. En diciembre de ese mismo año, estudió teología y filosofía en Salzburgo, donde probablemente recibió clases de música de Heinrich Ignaz Franz Biber. Tras finalizar sus estudios, celebró su primera misa solemne el 8 de julio de 1678. En 1691, fue nombrado prefecto de música y compositor de la casa en el convento benedictino de Säben, cerca de Klausen, en el Tirol del Sur. Desde 1705 hasta su muerte, fue párroco en Kleinfrauenhaid.
Weichlein dejó varias colecciones de sonatas y misas. Se han perdido numerosas obras que dedicó a diversos monasterios tiroleses. Las obras que se conservan siguen la tradición de sus compatriotas Biber, Johann Heinrich Schmelzer, Pavel Josef Vejvanovský y Georg Muffat.

## Obras (selección)
- Missa rectorum cordium (1687)
- Una sonata para violín (1688)
- Encænia Musices Op. 1 – sonatas polifónicas, impresas por Jakob Christoph Wagner (Innsbruck, 1695), disponibles en el Codex Rost de la Biblioteca Nacional de Francia
- Parnassus Ecclesiastico Musicus Op. 2 – colección de siete misas (Ulm, 1702)
- Varias misas perdidas